# جون وليامز
جون وليامز (بالإنجليزية: John Williams)‏ (3 أكتوبر 1960 ليفربول المملكة المتحدة - ) هو لاعب كرة قدم بريطاني يلعب كمدافع.

## روابط خارجية
- جون وليامز على موقع قاعدة بيانات كرة القدم.إي يو (الإنجليزية)
- جون وليامز على موقع Soccerbase.com (مدرب) (الإنجليزية)